# Neotypus semirufus
Neotypus semirufus là một loài tò vò trong họ Ichneumonidae.